# Sępólno Krajeńskie (gmina)
Sępólno Krajeńskie est une gmina mixte du powiat de Sępólno, Couïavie-Poméranie, dans le centre-nord de la Pologne. Son siège est la ville de Sępólno Krajeńskie, qui se situe environ 49 km au nord-ouest de Bydgoszcz.
La gmina couvre une superficie de 229,18 km2 pour une population de 15 907 habitants.

## Géographie
La gmina est bordée par les gminy de Debrzno, Okonek, Więcbork, Zakrzewo et Złotów.